# Luis de Benavides Carillo
Luis Francisco de Benavides Carrillo de Toledo (1608 — 1668) was een Spaans veldheer en landvoogd van de Spaanse Nederlanden van 1659 tot 1664. Hij was de tweede markies van Caracena.

## Leven
Caracena stamde uit een adellijke familie en maakte carrière in het Spaanse leger tijdens de vele veldslagen in Vlaanderen en Italië tussen 1629 en 1659. Hij was van 1648 tot 1656 gouverneur van Milaan, met als hoogtepunt de verovering van Casale Monferrato in 1652.

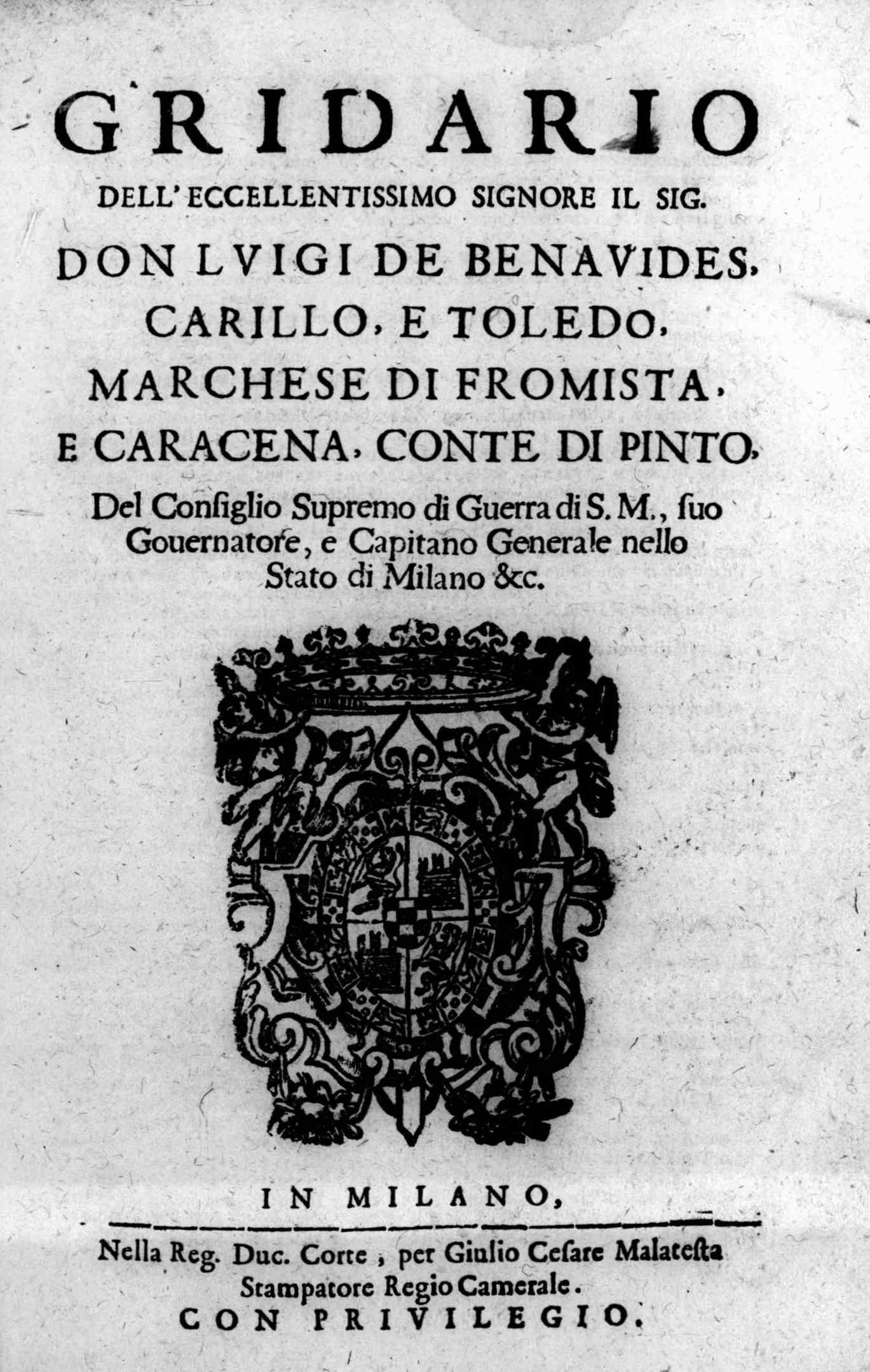
Gridario, Milaan 1650

Na de nederlaag van Don Juan van Oostenrijk in de Slag bij de Duinen in 1658, volgde Caracena hem op als landvoogd der Spaanse Nederlanden en Spaans Franche-Comté. Met de Vrede van de Pyreneeën in datzelfde jaar brak een periode van vrede aan. Dit maakte het bestuur niet echt gemakkelijker, want de Spaanse schatkist was leeg tot op de bodem.
In 1664 keert hij terug naar Spanje om het bevel over te nemen in de oorlog tegen het koninkrijk Portugal, die slecht verliep door een nieuwe nederlaag van dezelfde Don Juan van Oostenrijk. Caracena kon het tij niet keren. Hij leed zelfs een zware nederlaag bij de Slag van Montes Claros bij Vila Viçosa op 17 juni 1665.
Hierna geraakte Caracena op een zijspoor. Hij overleed begin 1668 na een ziekte van drie dagen.

## Buste
Het Koninklijk Museum voor Schone Kunsten Antwerpen heeft een buste van Caracena in het bezit, vervaardigd door Artus Quellinus.